# Jetgo Australia
Jetgo Australia (Eigenschreibweise: JetGo) war eine regionale Fluggesellschaft mit Sitz am Flughafen Brisbane.
Die Fluggesellschaft betrieb inländische Passagierdienste in den östlichen Bundesstaaten Australiens, die ausgesetzt wurden, als die Fluggesellschaft am 1. Juni 2018 Insolvenz anmeldete.
JetGo startete als Charterfluggesellschaft mit zunächst einem Flugzeug. Später kam Linienflugverkehr zwischen Sydney und Queensland hinzu.
JetGo betrieb eine Flotte von zuletzt 5 Embraer ERJ-Regionaljets.